# Agnes Nicholls
Agnes Nicholls (Cheltenham, 14 luglio 1876 – Londra, 21 settembre 1959) è stata un soprano inglese, uno dei più grandi soprani del XX secolo, sia in concerto che a teatro.

## Biografia
Nata a Cheltenham, nel pittoresco Cotswolds, Nicholls era la figlia di un negoziante di tessuti appassionato di musica. Ricevette la sua prima educazione alla Bedford High School, dove iniziò a cantare con il dott. H. Alfred Harding. Nel 1894 vinse una borsa di studio al Royal College of Music dove il suo insegnante era Albert Visetti. Durante i suoi anni da studentessa cantò nella parte di Didone in Didone ed Enea di Purcell e si esibì tre volte di fronte alla Regina Vittoria in funzioni private.
La voce della Nicholls diventò uno strumento impressionante, dalle dimensioni drammatiche. I suoi ruoli operistici andavano dalle parti più importanti di Wagner e Mozart fino a Dewman dell'Hänsel e Gretel di Humperdinck.
Tra i suoi celebri personaggi wagneriani c'erano Venere nel Tannhäuser, Siglinde ne La Valchiria, Brünnhilde nel Sigfrido. Nel 1908 partecipò a una importante produzione del Ciclo dell'Anello di Wagner, diretta dall'eminente Hans Richter.
La Nicholls cantò con la Quinlan Opera Company durante la sua tournée in Australia del 1912. Apparve di frequente alla Royal Opera House, Covent Garden fino al 1924 e fu l'interprete principale nella British National Opera Company, apparendo sotto la direzione di Sir Thomas Beecham ed altri importanti direttori del momento. Nel 1904 sposò un direttore d'orchestra, Hamilton Harty, nato in Irlanda, che sarebbe diventato famoso come direttore del teatro The Hallé. Harty fu nominato cavaliere nel 1925 e la Nicholls fu in seguito designata come Lady Harty. Lui l'accompagnava di frequente al piano durante i concerti di cantate, ma la sua salute peggiorò negli anni '30 e lui e sua moglie si separarono. Harty morì nel 1941.
Oltre a dirigere Harty era un compositore e la Nicholls fu la solista che presentò in anteprima una delle sue composizioni, Ode to a Nightingale, che fu ascoltata al Festival di Cardiff del 1907. Questo lavoro fu ripetuto lo stesso anno a The Proms nell'Albert Hall di Londra. Oltre a esibirsi nelle opere e cantare canzoni, la Nicholls cantò in molti oratori, tra cui Judith di Parry e la Passione secondo Matteo di Bach. Sir Henry Wood, direttore d'orchestra e impresario, la descrisse come "una grande artista con una bella voce (che) sembrava essere stata creata per le arie di Bach".
Nicholls morì a Londra all'età di 82 anni, ma la sua voce pura, forte, ben addestrata e costante può ancora essere ascoltata su una manciata di registrazioni fonografiche di canzoni e arie che fece tra il 1909 e il 1921 circa. Queste furono in seguito rimasterizzate e ristampate su CD negli ultimi anni (in modo integrale dalla Truesound Transfers, numero di catalogo TT-3041). Sfortunatamente nessuna delle sue interpretazioni di Bach, Mozart o Wagner figurano nella sua breve discografia. Il processo di registrazione acustica precedente al 1925 aveva problemi nel catturare voci potenti come quella posseduta dalla Nicholls e, secondo i discografi, lei stessa si rifiutò di approvare la maggior parte dei suoi dischi per la pubblicazione a causa del loro suono inadeguato.

## Decorazioni
- Birthday Honours 1923[4]